# Sistema di logica come teoria del conoscere
Sistema di logica come teoria del conoscere (1917-1922) è una delle opere di Giovanni Gentile, dove il filosofo ha esposto il suo pensiero.

## Temi trattati
L'opera tratta l'ottica filosofica gentiliana facendo muovere il suo pensiero all'interno del corso bimillenario della filosofia.
Giovanni Gentile riesce ad esprimere l'essenzialità del tutto, ove il logo concreto possa sì superare ed assimilare il logo astratto come già fece Hegel nella Fenomenologia dello spirito ma addirittura lo supera poiché questo processo non può mai concludersi e dunque è sempre necessario il logo astratto.
Il logo astratto è dunque grado del logo concreto e per questo, indispensabile.

## Struttura dell'opera
- Parte prima - Il logo o la verità
- Parte seconda - La logica dell'astratto
- Parte terza - La logica del concreto
- Parte quarta - La filosofia
- Epilogo [1]